# Llegendes de la Serralada de Guadarrama
Aquells i aquelles que han habitat a la Serralada de Guadarrama durant segles han creat diverses llegendes que es desenvolupen en llocs d'aquestes muntanyes. A continuació es descriuen algunes d'aquestes:

## Llegendes de l'Escorial i San Lorenzo delEscorial

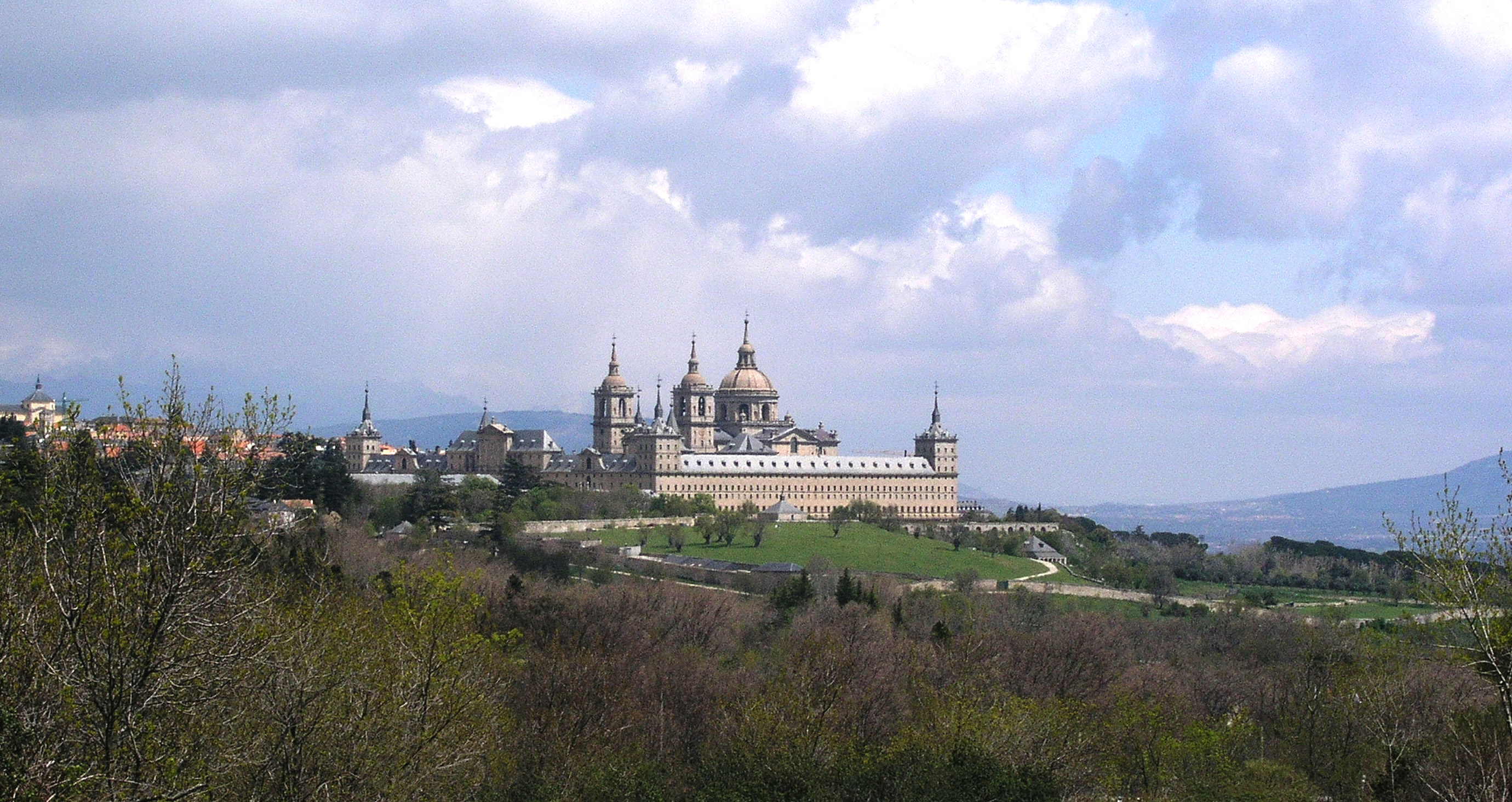
Monestir de l'Escorial i el seu entorn. A ell s'apropava el misteriós gos negre.

El gos negre de l'Escorial i les Portes de l'Infern
Segons la llegenda, durant la construcció del monestir de San Lorenzo del Escorial, un misteriós gos negre aterroritzava els obrers a les nits, obstaculitzant les obres. Potser el gos infernal protegia el lloc, doncs s'ha atribuït a l'Escorial ésser una de les portes de l'Infern que s'estenen pel món (una altra de les quals és la ciutat italiana de Torí); aquesta va ser una de les raons per les quals Felip II va manar construir el monestir en aquest lloc: per mantenir tancada aquesta porta.
El gos va ser trobat i es va ordenar que se li pengés en una de les torres del monestir, on va romandre molt temps.
Quan Felip II va tornar definitivament a l'Escorial per morir, des del seu llit de mort (acompanyat de multitud de relíquies de sants), va seguir sentint els lladrucs d'aquest gos infernal, que ja havia estat sacrificat feia anys.
El Cim dels Pastors
Existeix la creença que a les muntanyes properes a San Lorenzo del Escorial existeix un tresor ocult.
Aquesta llegenda té origen també al Monestir de l'Escorial. Sembla que un tal Rafael Corraliza, treballador de la pagadoria de les obres del monestir, es va sentir temptat per la contínua dringadissa de doblons a tort i a dret davant d'ell i va decidir fer-se amb un botí d'aquests i, subjectant-los-hi al cinturó, es va escapar com a ànima que carrega el diable camí de Portugal per la ruta que va pensar menys vigilada, prenent el sender que conduïa al proper llogaret de Robledondo. Com era ja de fosquejada, en arribar a la zona coneguda com a Cim dels Pastors, es va enfonsar en ell donant amb els seus ossos en el fons empassant vida i doblons, no se sap amb certesa però sembla i vol creure la gent que el mateix sant va intercedir en l'aventura del desafortunat pagador.
Amb el pas del temps aquest avenc va ser tapat amb branques i pedres per por que el bestiar o qualsevol desgraciat patís la mateixa sort del tal Corraliza, si bé encara continua aquí l'avenc per a visita d'aquell que tingui el valor de rememorar significant història.
La trepitjada del diable
Aquesta llegenda atribueix un origen diabòlic a una cavitat que apareix sobre una roca, que assembla una petjada de taló esquerre, situada a la finca Los Hermitaños, aproximadament a un quilòmetre de distància de la Cadira de Felip II. Segons la tradició, una noia anomenada Martiña, molt devota de la Verge de Gràcia, es va trobar amb el diable qui, disfressat de pelegrí, va intentar apoderar-se de la seva ànima oferint-li béns terrenals si renegava de la Verge. Davant la negativa de la jove, el diable va saltar colèric sobre la pedra i va provocar una gran explosió, que va formar la citada petjada.
Les suposades aparicions marianes de l'Escorial
Luz Amparo Cuevas, dona humil i mare de set fills, va afirmar ser testimoni de diferents aparicions marianes, en concret de la Verge Dolorosa, entre els anys 1981 i 2002. La Verge se li apareixia sobre la corona d'un freixe, situat en el paratge conegut com a Prat Nou, al costat de l'Escorial, davant la concurrència de nombrosos fidels. El lloc continua sent, avui dia, un lloc de peregrinació, especialment el primer dissabte de cada mes, en acudir fidels i curiosos en trens i autocars procedents de tot Espanya. Moviments del Sol, estigmatitzacions o curacions miraculoses són alguns dels fenòmens que aparentment s'han produït entorn d'aquestes suposades aparicions, que tenien lloc mentre es percebia en l'ambient una inexplicable olor de roses. També s'han produït unes fortes polèmiques, amb intervenció judicial i de la jerarquia eclesiàstica, entre defensors i detractors de la Fundació derivada de les dubtoses aparicions, doncs és del domini públic que s'han generat importants dotacions econòmiques de procedència dubtosa, a més dels donatius que incrementen el patrimoni dels organitzadors.

## Llegendes de La Pedriza
El Penyal dels Morts / El Cancho de los Muertos

El nom d'aquesta llegenda prové d'una formació rocosa de La Pedriza la forma de la qual és molt peculiar. La llegenda explica que una banda de assaltadors va segrestar una jove senyoreta d'una família rica i poderosa de Madrid. El cap d'aquest grup es va absentar temporalment i els altres dos bandits van decidir aprofitar-se de la jove, però va tornar inesperadament i els va sorprendre, després de la qual cosa els va jutjar immediatament i va despenyar al primer per aquest penyal. Però en intentar despenyar al segon, aquest va subjectar la cama del capitost i tots dos van caure al buit. D'aquesta forma, van acabar els tres espenyats als peus del penyal rocós. Segons la gent del lloc, durant un temps es van poder veure els cadàvers dels tres bandits en una esquerda d'aquest lloc.
La Cova de la Mora
El següent relat té el seu escenari també en La Pedriza i recorda històries que es repeteixen al llarg de la geografia espanyola degut potser a la llarga ocupació musulmana. Existeix una altra llegenda amb aquest títol, recollida per Gustavo Adolfo Bécquer en les seves Llegendes, situat a la localitat navarresa de Fitero.
La Cova de la Mora (de difícil accés) es troba a prop del refugi Giner de los Ríos, concretament davant de la seva façana principal i a l'est de la Penya Sirio. Sembla que la filla d'un ric àrab es va enamorar d'un jove cristià. Davant aquesta situació, va ser segrestada i retinguda pels seus familiars musulmans a l'interior d'aquesta cova. Van passar els anys i el cavaller cristià no va tornar mai, malgrat la desitjada espera per part de la jove, per la qual cosa, segons les creences de la gent, ara i adés, l'ànima de la despitosa jove llisca vagant entre les formacions rocoses i penyals tractant de trobar el seu amor perdut.
El Cabrer Baptista
El cabrer Baptista Montalvo, del poble de Mataelpino, explica una història de la qual és, desgraciadament, part interessada. Segons les gents, poc després de raptar la banda de l'Isidro al fill únic de donya Braulia del Valle, i retornat sota pagament d'elevat rescat, van robar els bandits al pastor la seva magnífica escopeta de caça i algun objecte de valor que portava al damunt. Així mateix, li van espoliar un excel·lent gavany que just acabava d'estrenar, amb el qual s'aixoplugava dels freds i pluges de la serralada. Aquesta peça va produir algunes disputes en el sí de la banda, i un dels seus components anomenat Isidro el de Torrelodones, va arrabassar la peça en qüestió i va matar el seu capitost d'una trabucada, qui va caure mort al peu de la closa dels horts, les runes dels quals existeixen avui al peu de la Serralada de los Porrones.
La Banda de Paco el Sastre
Corria l'any 1840 i dominava en La Pedriza la banda de Paco el Sastre, el veritable nom del qual era Francisco de Villena. Paco el Sastre va ser un bandoler que va compartir malifetes amb la banda de Mariano Balseiro i va ser còmplice i amic de Luis Candelas, del qui va ser segon lloctinent. Va ser detingut el 5 de gener del 1838 i internat a la presó del Saladero de Madrid. Allíà va coincidir amb el seu soci Balseiro escapolint-se tots dos un any més tard. Llavors el Marquès de Gaviria, intendent del Palau Real, persona immensament cabalosa, tenia dos fills. En Manuel i el Paco, qui estudiaven a l'escoles pia del carrer d' Hortaleza, a Madrid. Era costum de llur pare que anessin els seus fills els caps de setmana a una finca que tenien en Valdemoro. Un bon dia, el 27 d'abril, un fals criat amb el cotxe de cavalls de rigor va anar a buscar sengles vailets, convidant-los segons ordres del seu pare a la finca familiar. Després de complir els requisits per a la sortida amb el pare prior, van partir enganyats. D'aquesta forma van ser segrestats els dos fills de l'intendent, pels quals després es demanaria avantatjós rescat. Però va ocórrer que el pare prior, va sortir a acomiadar-los com era costum i es va adonar que el carruatge no era el mateix d'altres vegades i que prenia una adreça diferent a l'acostumada. Llavors el prior va començar a adonar-se de la falsa maniobra, i cridant al pare dels nens es va esclarir el que va passar.
En Manolo i el Paco van ser portats pels bandits al seu campament en La Pedriza, situat ni més ni menys que sota el popular cantó del Tolmo. Es va demanar un rescat pels nens, i el seu pare va oferir una recompensa a qui descobrís als bandits. Es va fer una batuda organitzada pels habitants dels voltants, adonant-se aquells de les intencions, fugint i endinsant-se en La Pedriza, deixats els nens al campament del Tolmo, doncs s'havien encapritxat amb ells i no volien fer-los mal, acabant aquí la història, que és autèntica i veritable. Pocs dies després d'alliberats els nens segrestats, són descoberts casualment ambdós delinqüents a les proximitats del Rastro de Madrid i detinguts després d'una espectacular persecució pels carrers de la zona. El 20 de juliol del 1839 va ser executat a dos quarts de dotze del matí a un cadafal aixecat a La Puerta de Toledo de Madrid, mitja hora després que el seu soci Balseiro.
El veritable amo del Guadarrama en aquells temps va ser Pablo Santos, que va utilitzar La Pedriza com a enclavament estratègic de refugi, lloc que havia de conèixer molt bé perquè va néixer molt a prop d'aquest paratge i trobar-se aquest lloc en les proximitats d'on va ser assassinat per un dels seus secuaços, Isidro el de Torrelodones.
Origen de la Pedriza
Explica la llegenda que fa molts anys, existia una forta rivalitat entre la Pedriza posterior i l'anterior. I d'aquesta manera un bon dia es va declarar la guerra entre ambdues, es van armar els cingles i van marxar a la batalla de les dues Pedrizas. En aquesta primera trobada també lliurada per "Els Guerrers", amb el suport de "Les Torres", va portar la victòria a la Pedriza posterior, que va erigir-se com a signe de la seva victòria la Penya de la Bota. Va passar el temps i van córrer molt les manetes del rellotge, i la Pedriza anterior, que tenia certa amargor per la seva derrota, va anar a la guerra un altre cop, sortint victoriosa d'aquesta segona batalla. El seu signe de victòria va ser col·locar un bastió al terme dels seus dominis, el Yelmo de Mambrino. I perquè la pau regnés per sempre a la zona, es va posar una gran pedra en els límits d'ambdues Pedrizas, que es va dir el Cant del Tolmo, erigint-se a més un guardià d'aquesta pau que es va anomenar "El Sentinella", situat a la part alta del Collado de la Dehesilla, per vigilar que s'acompleixi el tractat acordat per les dues Pedrizas.

## Llegendes del Montón de Trigo (Munt de Blat)

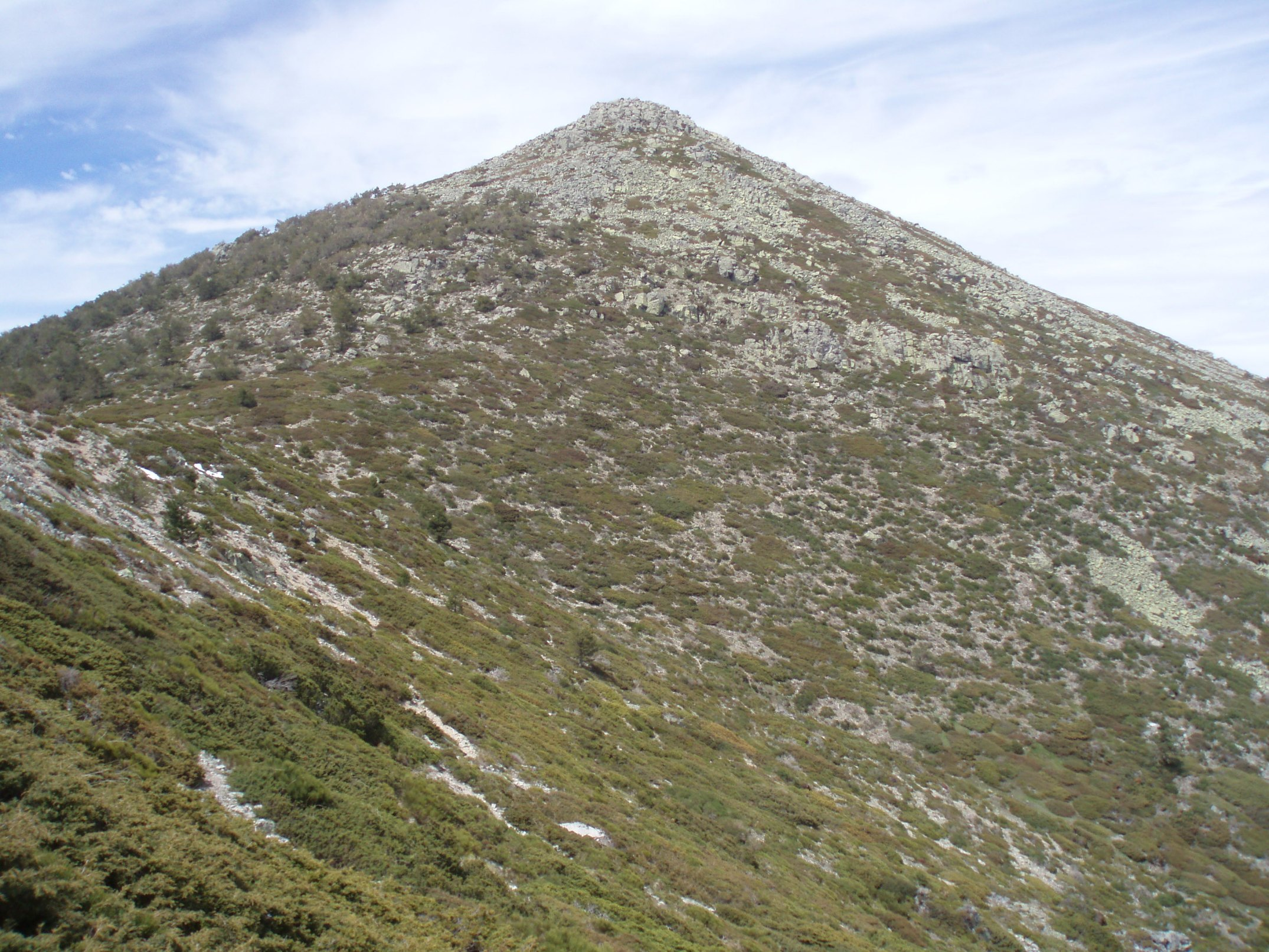
La silueta del Montón de Trigo fa al·lusió al seu nom.

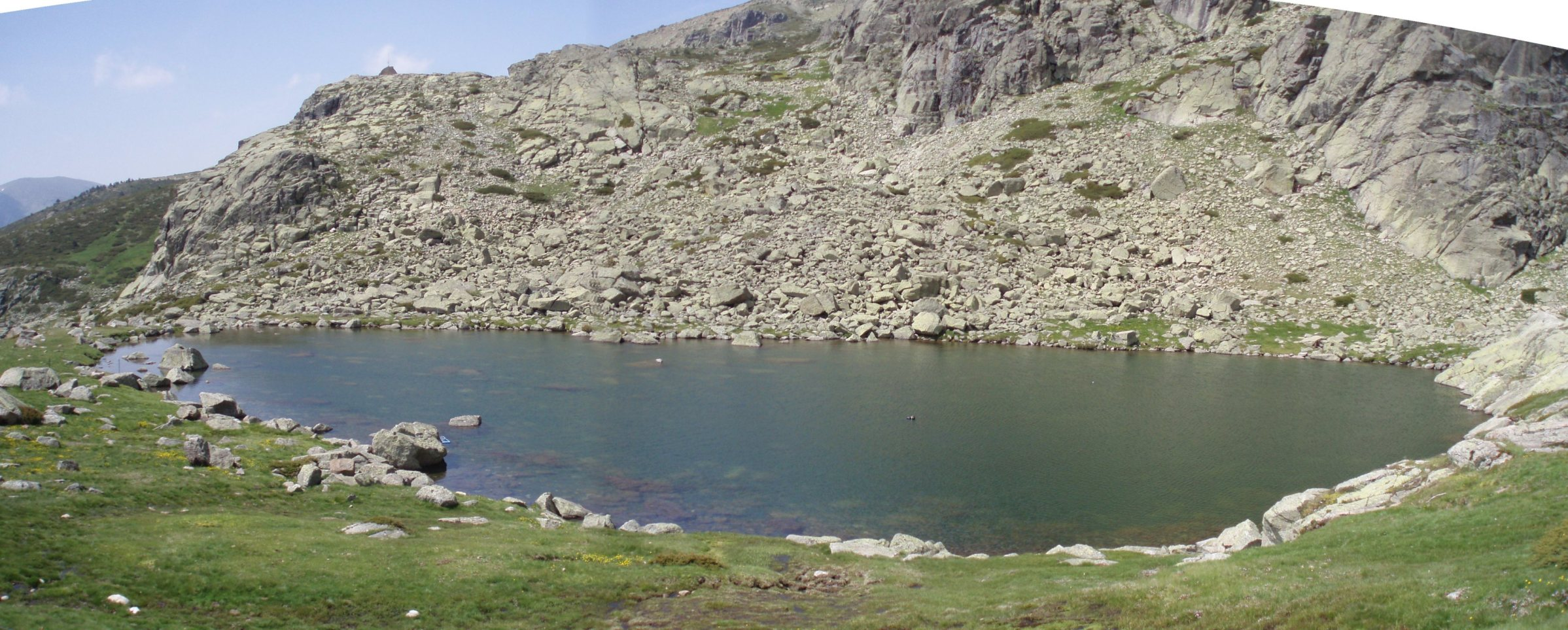
Llacuna de Peñalara.

La història de la seva formació és la següent: estava un dia un ric pagès estenent un munt de blat quan van passar uns mendicants i li van demanar una almoina. L'avar agricultor va contestar que no tenia res que oferir-los. Un dels mendicants li va preguntar com podia dir això veient l'enorme munt de gra que tenien davant; a la qual cosa els va respondre el pagès que allò que veien no era blat sinó terra. El pobre li va replicar: "Permeti Déu que se't torni terra". I poc després la maledicció s'acomplí.

## Llegendes de la llacuna de Peñalara
La Pastora
Cada nit de difunts a la freda llum de la lluna, emergeix del centre d'una llacuna de Peñalara un illot i en ella la figura d'una pastora. Aquesta pastora sembla que va tractar de salvar un xai extraviat entre les roques, confonent les seves bels amb estranys i aspres sorolls que semblaven sorgir de les profundes i fosques aigües.
Els dos amics
Sembla que dos amics intrigats per l'halo de misteri que envolta la Llacuna Gran van pujar a la mateixa amb l'ànim de creuar-la nadant de nit, a la llum de la lluna. Un d'ells la va creuar nadant sense problemes, mantenint un llibre entre les dents. Quan va arribar a la riba oposada va animar el seu amic a imitar-li i aquest ho va fer. Mentre el segon dels viatgers estava nedant, el primer anava llegint el llibre en veu alta. Però, en arribar aquell al centre del petit llac, aquest va tancar sobtadament el llibre i les aigües es van empassar de cop al nedador, que mai més va aparèixer.

## Llegendes deRobledo de Chavela

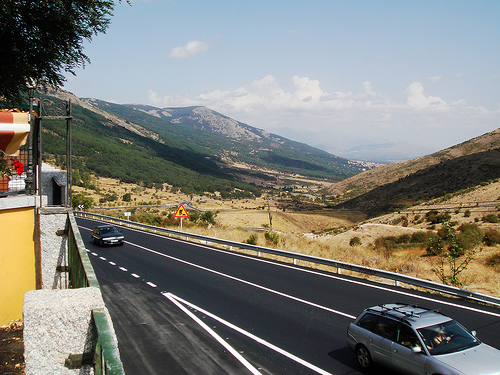
Port de la Creu Verda.

Aquest municipi ens ha deixat una interessant sèrie de llegendes i mites:
La Verge de Navahonda
Aquesta història es remunta als temps en què el municipi madrileny de Robledo de Chavela pertanyia encara a Segòvia. A la vall de Navahonda, on està situada una conegura ermita, es va trobar una talla de la Mare de Déu, que havia estat amagada pels segovians durant anys per protegir-la de la invasió musulmana. Els segovians, en esbrinar el seu parador, la van reclamar als robledans i, quan aquells van intentar restituir la imatge a Segòvia, les cavalleries que transportaven aquesta talla, a mig camí, es van negar a continuar per intercessió de la Verge, després de la qual cosa es va decidir que la imatge es quedés per sempre en aquell lloc. El camí que condueix a Navahonda des de Robledo de Chavela és una interessant ruta turística i tots els anys discorre per ell una vistosa peregrinació en record d'aquells esdeveniments.
La Dama de la Creu Verda
Al Port de la Creu Verda expliquen que s'ha vist nombroses vegades una jove autoestopista que, una vegada que es recull, a l'interior del cotxe, en apropar-se a un revolt, comença a cridar que es tingui molta cura, perquè va ser allà on es va matar. Dit això, la dona desapareix i no es torna a saber d'ella.
Aquesta llegenda és una de les variants que s'han donat en molts llocs del món de l'anomenada Autoestopista Fantasma, Dama Blanca o Noia de la Corba.
Aquest misteriós personatge també ha estat vist al Puerto de Galapagar.
Als programes de misteri d'Iker Jiménez Milenio 3 i Cuarto Milenio, s'ha parlat d'aquest tema.
Els soterranis del Viacrucis
Explica la llegenda que, sota Robledo de Chavela s'estén una xarxa de misteriosos túnels excavats des dels temps en què, en el lloc que ocupa l'actual Iglesia de la Asunción de Nuestra Señora, s'erigia el castell del Senyor de Robledo de Chavela, amb una torre des de la qual vuit soldats romanien vigilants durant tota la nit, en vetlla (vela: d'aquí la denominació de Chavela). Aquest Senyor havia manat construir una llarga xarxa de túnels amb masmorres, que arribarien fins a l'actual Viacrucis del poble (una filera de creus de granit situades als afores del municipi).

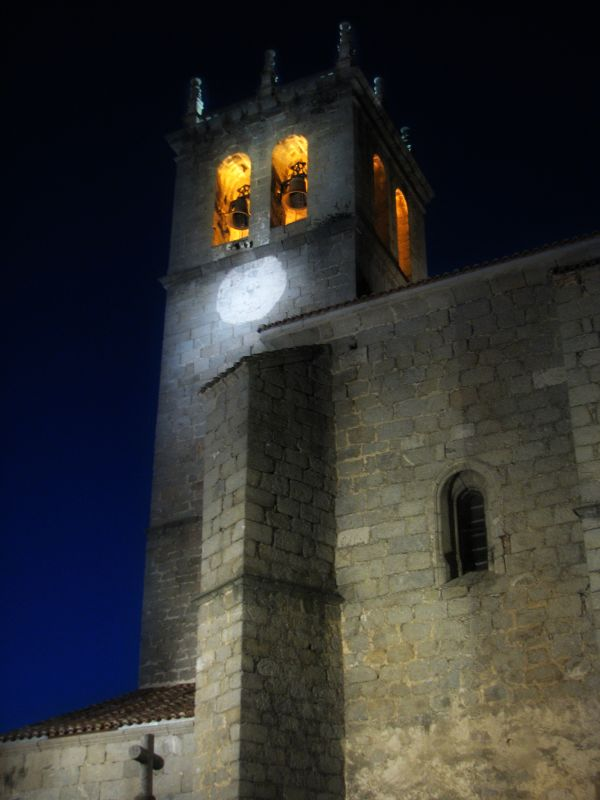
Vista nocturna de la torre de l'església parroquial de Robledo de Chavela des de la qual s'escoltava el suposat fantasma.

El Fantasma de l'Església
Fa anys (i això és real), es va produir un estrany fenomen a Robledo de Chavela: a les nits, als carrers que pugen a l'església parroquial i al costat del cementiri, se sentia una profunda respiració que terroritzava els incauts. En realitat, aquesta respiració era el soroll produït per una òliba que havia niat al campanar de l'església.
El fenomen es va venir repetint durant diversos anys fins que aquesta òliba va emigrar a la propera localitat de les Navas del Marquès, on el fenomen es va tornar a repetir, aquesta vegada a les runes d'una antiga església. El fet va tenir certa repercussió mediàtica, doncs fins al doctor Félix Rodríguez de la Fuente va intervenir a un programa radiofònic explicant que aquests misteriosos sorolls els produïa en realitat un animal.
Albiraments d'OVNIs
A les proximitats de les gegantesques antenes que la NASA i l'INTA tenen instal·lades a Robledo de Chavela, han estat nombrosos els albiraments d'OVNIs que s'han vingut succeint al llarg dels anys (especialment en direcció Nord-Sud, cap a la citada estació).
A principis dels anys vuitanta es van produir dos albiraments significatius a Robledo de Chavela: al primer, quatre llums silencioses es van posar a girar a sobre de la torre de l'església parroquial i, després, alineant-se, es van dirigir cap a l'estació espacial; al segon, un OVNI triangular amb un estrany deixant vermell posterior a manera de bengala, que va seguir també la mateixa adreça. Aquest últim artefacte havia estat vist prèviament a sobre de l'Estació de Chamartín (Madrid), després de la qual cosa va seguir cap a l'Oest, cap a Robledo (va haver-hi una ressenya sobre aquest tema en el diari El País).
Als anys vuitanta, un estrany ésser humanoide, de gran alçada, va ser observat mentre sortia del que alguns testimonis denominaven una espècie d'"ou", a una zona forestal situada entre Robledo de Chavela i Valdemaqueda.
A la dècada del 2000 es va arribar a veure des de Robledo el suposat OVNI en forma de míssil que va recórrer tot Espanya i va ser objecte de notícia en diversos noticiaris.
També se'ls ha vist sortir i submergir-se als pantans propers de Valmayor a San Lorenzo del Escorial i de Sant Joan.
La retransmissió de l'arribada de l'home a la Lluna

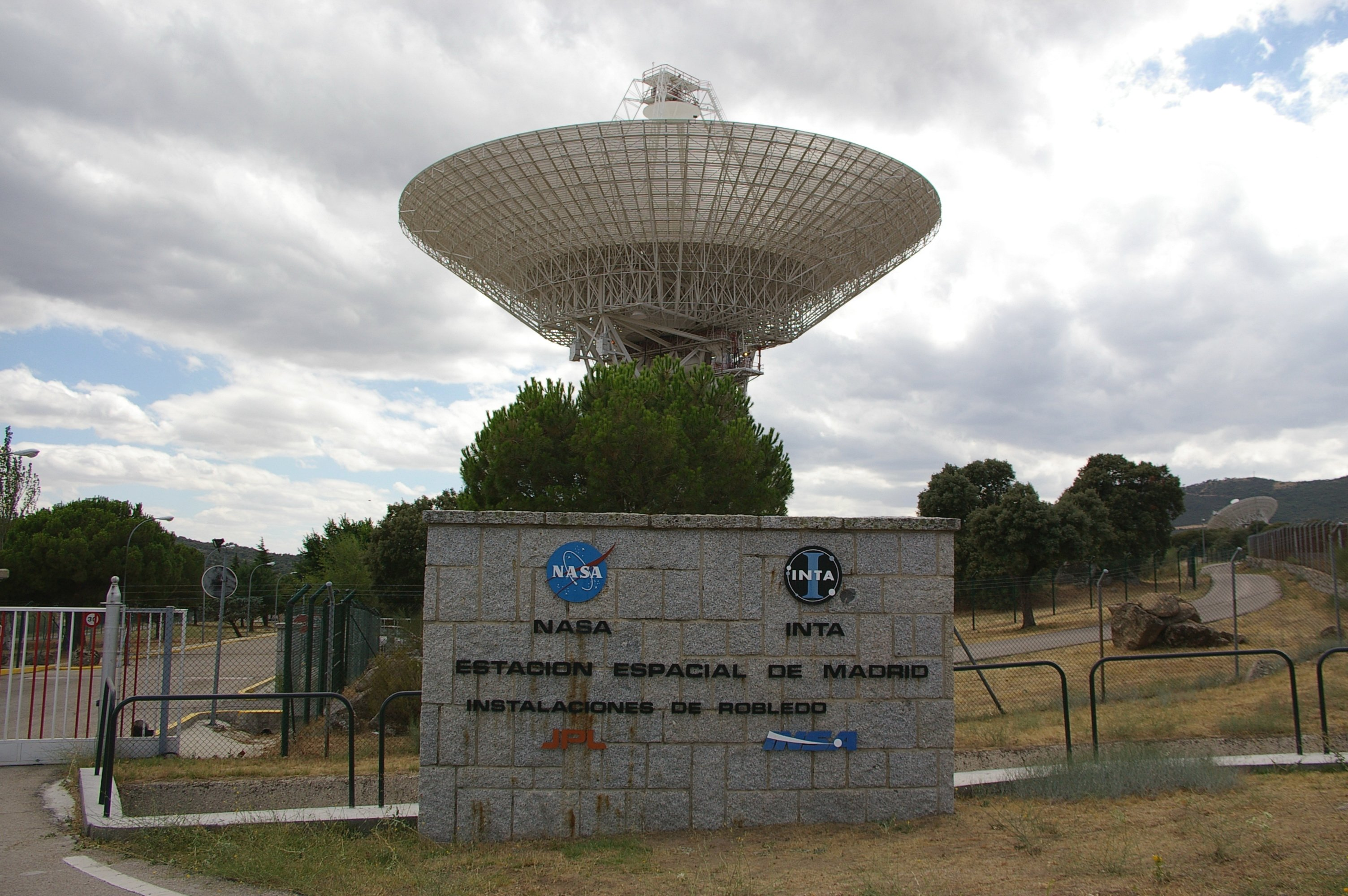
Vista del complex de Robledo de Chavela (Madrid), i la seva antena de 70 metres, des d'on es va seguir la missió Apol·lo XI.

Des de l'estació espacial de Robledo de Chavela es va retransmetre la històrica arribada de l'home a la Lluna. Una llegenda urbana d'abast mundial va difondre la història que els astronautes de l'Apol·lo XI van veure una sèrie de gegantescs humanoides i de naus espacials al voltant de cràters en arribar al satèl·lit. Segons aquest mite, quan els astronautes, sorpresos, van començar a retransmetre la situació, es va demanar a tots els periodistes que estaven en aquesta estació que sortissin de la sala de control durant uns minuts. Aquest darrer fet va ser confirmat per alguns periodistes que hi van estar, entre ells per José Antonio Silva, locutor de l'època de Televisió Espanyola i pilot aeronàutic.
No obstant això, l'aleshores responsable de la NASA a Espanya i director de l'estació de seguiment de Fresnedillas, Luis Ruiz de Gopegui, va donar una versió diferent i prosaica: l'astronauta John Young de l'Apol·lo 16 va tenir molèsties estomacals durant la missió, i els astronautes podien tenir converses privades amb els metges si així ho desitjaven. Quan va parlar amb el metge sobre els seus símptomes, va demanar que la conversa fos privada, així que a les estacions de seguiment es va demanar als periodistes que sortissin per a què no sentissin la comunicació. Les presumptes proves que els astronautes del programa Apol·lo van veure ovnis a la Lluna han estat rebatudes per alguns especialistes.
El Moro de l'Almenara
En el cim de la muntanya de l'Almenara hi ha unes restes arqueològiques, datades de la invasió musulmana d'Espanya, des de les quals els àrabs encenien fogueres per avisar a Madrid que s'aproximaven tropes cristianes per atacar.
Molts excursionistes expliquen que, algunes tardes, propera ja la nit, s'han vist resplendors en el seu cim, que seria la foguera que encendria en fosquejar un misteriós moro fantasma.
Les Dones Rialleres
Segons sembla, han pogut ser gravades a la nit, en nombroses ocasions diverses psicofonies, tant a la pineda de Robledo com a la roca de El Lisadero, on uns diabòlics i clars riures de dones poden escoltar-se.
Els sospirs de les trinxeres
També s'explica que, a les trinxeres i búnquers de la Guerra Civil que hi ha en la part superior del vessant del Cingle dels Monaguillos, moltes nits s'han escoltat laments, planys i crits de molts dels morts en aquest lloc, durant el que va perdurar el front de Robledo de Chavela.

## Llegendes de la Dona Morta

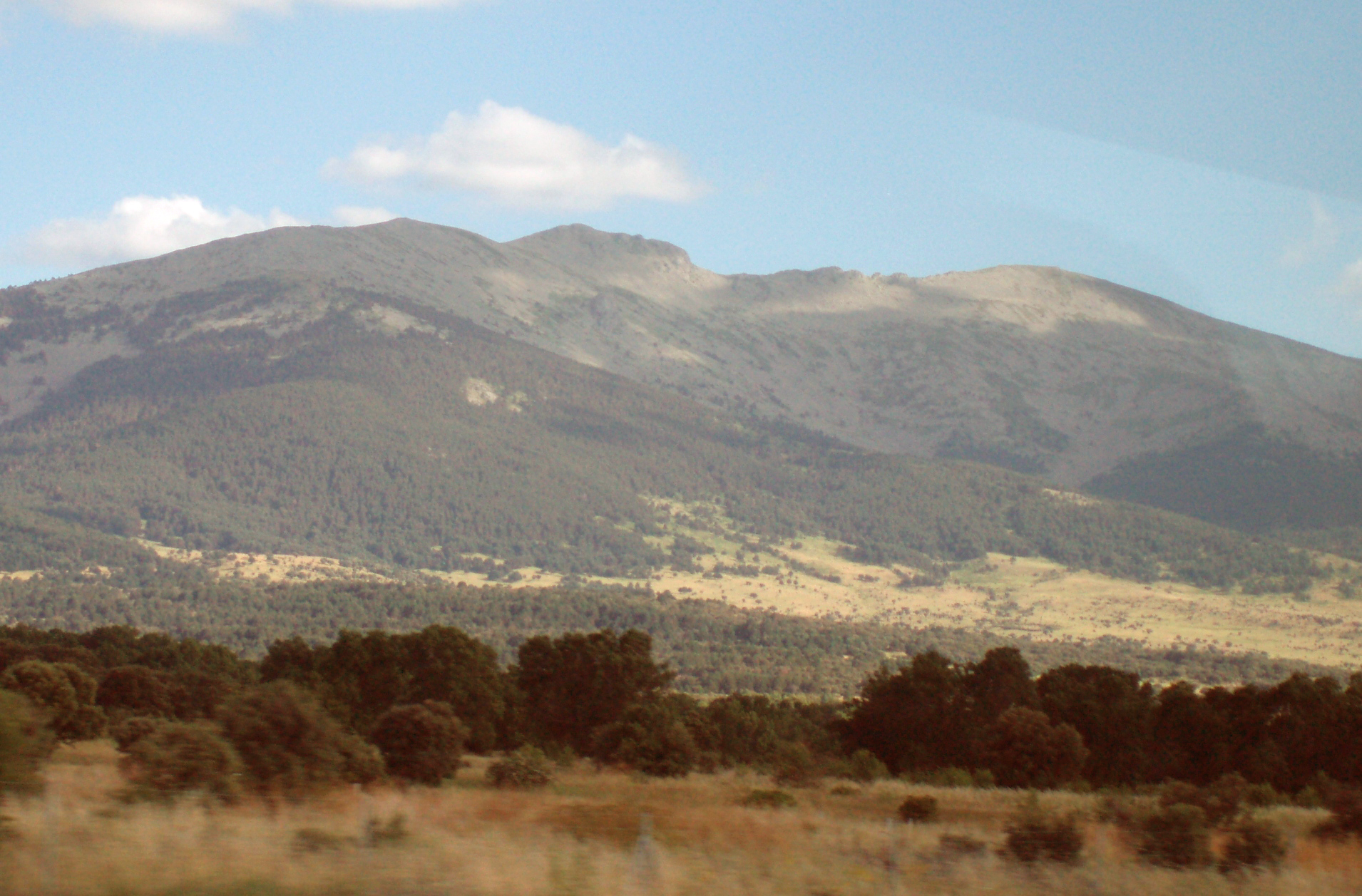
La Dona Morta vista des de la plana segoviana. El cap de la dona és la muntanya que apareix al centre i els braços creuats la que apareix a la dreta.

Diverses llegendes intenten explicar aquest nom, La Dona Morta, topònim que es dona al conjunt de muntanyes de La Pinareja, Peña del Oso i Pic de Pasapan que, formant un destacat cordal i vist des de la planícia segoviana, pren la forma aparent d'una dona estirada, adormida o morta, coberta per un vel i amb els braços entrecreuats.
Una llegenda amb tons pastorils explica l'amor de la bella filla d'un granger i un pastor de les rodalies. Aquest, en creure veure en un altre pastor un possible rival, cec d'ira i gelosia el va matar, i va acabar al mateix temps amb l'objecte dels seus desitjos. Pocs dies després, enmig d'una terrible tempesta la terra va tremolar i va aparèixer com per art d'encantament aquesta gran mole rocosa, que va rebre aquest nom.
Una altra llegenda, més guerrera i menys romàntica relata les lluites per la prefectura que van dur a terme dos germans, fills del recentment mort cap d'una tribu que vivia en la llavors extensa planícia. La mare de tots dos, que no volia veure aquella lluita fratricida, va oferir la seva vida als déus a canvi de la pau per als seus fills i així es va complir. Després d'una gran tempesta, va aparèixer el cos de la mare en forma de gran muntanya, imatge que els fills van reconèixer i immediatament van parar la lluita.
Finalment, una tercera llegenda indica que, en temps remots, dos cavallers es van disputar l'amor de la mateixa dona i van començar una lluita a mort; la dona, intentant separar-los, es va interposar entre ells mentre lluitaven i va ser travessada per les espases dels dos pretendents. Després de la seva mort, durant la nit es va desencadenar una terrible tempesta que va modelar les muntanyes properes amb aigua i vent per formar la figura de la dona assassinada.

## Llegendes de Rascafría

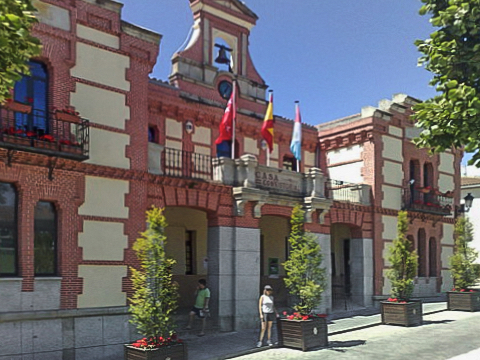
Ajuntament de Rascafría.

En el municipi de Rascafría hi ha diverses llegendes i les més populars són:
Llegenda del Tuerto Pirón

Segons els autòctons d'aquest poble, el Borni Pirón era un bandoler que es movia als voltants de Rascafría. El seu amagatall era el vell Om de més de 300 anys que estava situat a la Plaça Major de Rascafría i que, malalt de grafiosi, va caure després de la nevada del 14 de gener de l'any 2000.
Fernando Delgado Sanz, sobrenomenat el Borni Pirón, robava als rics, assaltava esglésies i camins i després ho repartia entre els més necessitats, cometia les seves malifetes a la nit i en el buit que tenia el vell Olm s'ocultava durant el dia.
La Llegenda del Carro del Diable
La filla del Sagristà de Segòvia ven la seva ànima al diable a canvi de no haver de baixar tots els dies a agafar aigua. Per a això el diable ha de construir un aqüeducte en una nit però, quan està transportant l'última pedra per finalitzar l'obra, li sorprèn l'alba i queda petrificat constituint la roca de granit coneguda com a Carro del Diable, on s'accedeix des de la pista de la Mata o des del camí de las Eras.
Llegenda de la Penya de la Mora
Explica que en la cova existent al costat d'aquesta Penya, en temps de la reconquesta, una bella mora va llanguir esperant al seu promès, sobre aquesta penya on cada matí es rentava la cara amb l'aigua de la rosada. Es diu que amagat en algun lloc d'aquesta cova, continua encara avui un enorme i preciós robí, esperant que arribi el seu jove enamorat.
Llegenda del Pont del Perdó
Per relatar la procedència del nom d'aquest bell pont sobre el riu Lozoya davant del monestir del Paular, cal explicar primer una altra història: la dels "quiñoneros" (propietaris d'un tram de terra). Al segle xiv la vall de Lozoya pertanyia al Concejo de Segòvia, a causa de l'asprivesa de la seva vegetació i de les seves pinedes, a més del seu difícil accés que el feia el terreny idoni per a grups subversius de moriscs, malfactors i corruptos que feien les seves malifetes per aquestes terres. Davant aquesta incontrolable situació, els Reis van decidir agilitzar l'administració de la justícia delegant part dels seus poders, de manera que a les viles que van créixer després de la reconquesta van néixer uns milicians anomenats "quiñoneros".
Aquests "quiñoneros" podien jutjar i administrar justícia en aquest territori immediatament, i fins i tot la pena màxima, sense necessitat de consultar amb la cort. Les execucions es complien a una casa anomenada "Casa de la Forca" a cinc quilòmetres aproximadament del Paular; llavors és quan entra en joc el citat pont. Abans de partir vers la Casa de la Forca se'ls revisava la sentència als presos als quals alguns es perdonava però sense que aquests ho sabessin encara. Es continuava el camí i quan arribaven al pont, als quals se'ls havia perdonat se'ls deixava lliures, i creuaven el riu en llibertat, d'aquesta benevolència li ve el bell nom al no menys bell pont.